# Fundo Social Europeu
O Fundo Social Europeu (FSE) é o principal instrumento financeiro da União Europeia para apoiar o emprego nos Estados-Membros, bem como promover a coesão económica e social. As aplicações do FSE correspondem a cerca de 10% do orçamento total da UE.
O FSE é um dos Fundos Estruturais da UE, que se dedicam a melhorar o bem-estar da coesão social e económica por todas as regiões da União. Os Fundos Estruturais são instrumentos financeiros de redistribuição que apoiam a coesão na Europa, concentrando as aplicações de dinheiro nas regiões menos desenvolvidas. O objectivo especial das aplicações do FSE é o de apoiar a criação de mais e melhores empregos na UE, o que consegue através do co-financiamento de projectos locais, regionais e nacionais que melhoram os níveis de emprego, a qualidade dos empregos e a abrangência do mercado de trabalho nos Estados-Membros e nas respectivas regiões.

## História
O Fundo Social Europeu foi criado pelo Tratado de Roma em 1957; é o mais antigo dos Fundos Estruturais. Embora o FSE tenha sempre considerado o aumento do emprego como principal objectivo, tem adaptado a concentração de esforços ao longo dos anos, de forma a corresponder aos novos desafios de cada época. Nos primeiros anos do pós-guerra, o FSE dedicava-se à gestão da migração dos trabalhadores dentro da Europa; posteriormente passou ao combate ao desemprego entre os jovens e os menos qualificados. No período actual de financiamento, entre 2007 e 2013, para além de ter como objectivo apoiar aqueles com dificuldades especiais em conseguirem emprego como, por exemplo, as mulheres, os jovens, os trabalhadores mais velhos, os migrantes e as pessoas com deficiências, o financiamento do FSE está também a auxiliar as empresas e os trabalhadores a adaptarem-se à mudança. Este objectivo é conseguido através do apoio à inovação no local de trabalho, da aprendizagem ao longo da vida e da mobilidade dos trabalhadores.

### A posição do FSE nas estratégias e políticas da UE
A estratégia global da União Europeia é a Agenda de Lisboa, que tem por objectivo tornar a Europa na economia baseada no conhecimento mais dinâmica e competitiva do mundo, capaz de um crescimento económico sustentável com mais e melhores empregos, maior coesão social e respeito pelo ambiente, até 2010. Os objectivos da Agenda de Lisboa moldam as prioridades do FSE.
Muitos dos instrumentos políticos e financeiros da UE funcionam como apoio da Agenda de Lisboa. Entre os quais, a Política de Coesão tem por objectivo reduzir as disparidades económicas e sociais entre os países e as regiões da UE. Para o conseguir, utiliza recursos financeiros (Fundos Estruturais) do orçamento da UE – incluindo o FSE – para apoiar o desenvolvimento social e económico das regiões menos desenvolvidas.
À luz da necessidade de aumentar a competitividade e o emprego num cenário de globalização e de populações envelhecidas, a Estratégia Europeia de Emprego proporciona uma estrutura de coordenação para os Estados-Membros da UE para acordarem prioridades e objectivos comuns no campo do emprego. Estas políticas comuns são então consideradas nas Orientações para o Emprego e integradas nos Programas Nacionais de Reforma preparados para os Estados-Membros individuais. O financiamento do FSE é implementado pelos Estados-Membros para apoiar os respectivos Programas Nacionais de Reforma, bem como os respectivos Quadros de Referência Estratégicos Nacionais (QREN), que definem as principais prioridades de cada Estado-Membro para a aplicação dos Fundos Estruturais da UE que recebe.
A Agenda Social Europeia também desempenha um papel na moldagem das prioridades de aplicação do FSE. A Agenda Social procura actualizar o "modelo social europeu" através da modernização dos mercados de trabalho e dos sistemas de protecção social, por forma a que os trabalhadores e empresas possam beneficiar das oportunidades criadas pela concorrência internacional, avanços tecnológicos e padrões de modificação da população, enquanto protege os mais vulneráveis na sociedade. Além do mais, o conceito de "flexigurança" contribui para as iniciativas actuais do FSE. A flexigurança pode ser definida, por um lado, como uma estratégia política para optimizar a flexibilidade dos mercados de trabalho, organizações de trabalho e relações laborais e, por outro lado, como forma de segurança de emprego e de rendimentos. O termo flexigurança abrange uma nova abordagem ao emprego, envolvendo o conceito de " trabalho para a vida", em vez de utilizar o modelo do passado "emprego para a vida". Incentiva os trabalhadores a tomarem o controlo sobre o seu próprio trabalho, através da formação ao longo da vida, da adaptação à mudança e da mobilidade.

### O FSE: definição da estratégia
O FSE é gerido através de ciclos de programas de sete anos. A estratégia e orçamento do FSE são negociados entre os Estados-Membros da UE, o Parlamento Europeu e a Comissão da UE. A estratégia define os objectivos do financiamento do FSE, que partilha parcialmente ou na totalidade com outros financiamentos estruturais. Para o ciclo de financiamento actual do FSE, estes objectivos são:
- O objectivo de competitividade regional e emprego: para reforçar a competitividade, o emprego e a atracção pelo investimento regionais.
- O objectivo da convergência: para estimular o crescimento e o emprego nas regiões menos desenvolvidas. Este objectivo recebe mais do que 80% do financiamento total do FSE.

A estratégia também estabelece "eixos prioritários" amplos – as acções necessárias para atingir os objectivos e que são elegíveis para financiamento.

## Como são distribuídos os financiamentos do FSE
O nível de financiamento do FSE difere de região para região, dependendo da sua riqueza relativa. As regiões da UE dividem-se em quatro categorias elegíveis, com base no respectivo PIB per capita regional comparado com a média da UE (UE com 25 ou 15 Estados-Membros) e dividido entre os dois objectivos.
Os objectivos de convergência incluem:
- Regiões de convergência: com um PIB per capita inferior a 75% da média da UE-25;
- Regiões objecto de saída faseada: com um PIB per capita superior a 75% da média da UE-25 mas inferior a 75% da média da UE-15.

O objectivo de competitividade regional e emprego inclui:
- Regiões objecto de entrada faseada: com um PIB per capita inferior a 75% da média da UE-15 (no período de 2000-2006) mas superior a 75% da média da UE-15 (no período de 2007-2013);
- Regiões de competitividade e emprego: aplica-se a todas as outras regiões da UE.

Nas regiões de convergência, o co-financiamento de projectos pelo FSE pode atingir 85% dos custos totais. Nas regiões de competitividade e emprego, é mais comum o co-financiamento de 50%. Para as regiões e Estados-Membros mais ricos, o financiamento do FSE complementa as iniciativas de emprego existentes a nível nacional; para Estados-Membros menos ricos, o financiamento do FSE pode constituir a principal fonte de financiamento para iniciativas relacionadas com o emprego. As regiões elegíveis para o programa actual do FSE entre (2007-2013) são indicadas no mapa.

### Como é implementado o FSE
Enquanto a definição de estratégia é efectuada a nível da UE, a implementação do financiamento do FSE é da responsabilidade dos Estados-Membros e regiões da UE. Uma vez acordada a atribuição do orçamento e da estratégia, é levada a cabo uma abordagem partilhada do programa. Os Programas Operacionais com uma duração de sete anos são planeados conjuntamente pelos Estados-Membros e respectivas regiões e pela Comissão Europeia. Estes Programas Operacionais descrevem os campos de actividade que serão financiados, que podem ser geográficos ou temáticos.
Os Estados-Membros designam autoridades nacionais de gestão do FSE que são responsáveis pela selecção dos projectos, pela atribuição dos financiamentos e pela avaliação do progresso e resultados dos projectos. Também são nomeadas autoridades de certificação e de auditoria para monitorizar e garantir a conformidade das despesas com os regulamentos do FSE.

## Projectos do FSE
A implementação do FSE no terreno é conseguida através de projectos que são aplicados e implementados por um vasto leque de organizações, quer do sector público quer do privado. Estas organizações incluem autoridades nacionais, regionais e locais, instituições de educação e formação, organizações não governamentais (ONG) e o sector do voluntariado, bem como parceiros sociais, por exemplo, sindicatos e câmaras do trabalho, associações industriais e profissionais e empresas individuais.

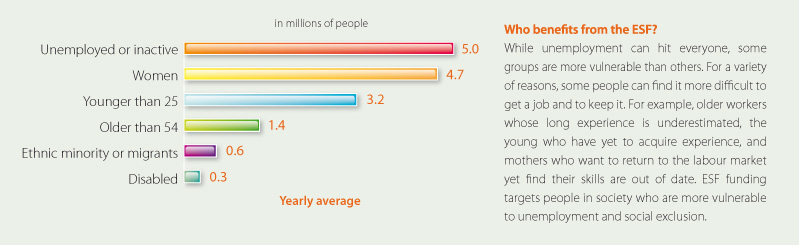

São vários os beneficiários dos projectos do FSE, por exemplo: trabalhadores individuais, grupos de pessoas, sectores industriais, sindicatos, administração pública ou empresas individuais. Grupos vulneráveis de pessoas que têm dificuldade especial em encontrar emprego ou de evoluir nos respectivos empregos como, por exemplo, os desempregados de longa duração e as mulheres, que são um grupo-alvo especial. A título de informação, estima-se que mais de 9 milhões de indivíduos destes grupos vulneráveis são ajudados todos os anos através da participação em projectos do FSE – consulte o gráfico 1.

### O Fundo Social Europeu 2007-2013
O ciclo de programa actual do FSE é vigente de 2007 a 2013, sob a designação "A investir nas pessoas". Durante este período são investidos cerca de 75 mil milhões de euros – aproximadamente 10% do orçamento da UE – em projectos de optimização de emprego. O financiamento destina-se a seis áreas prioritárias específicas:

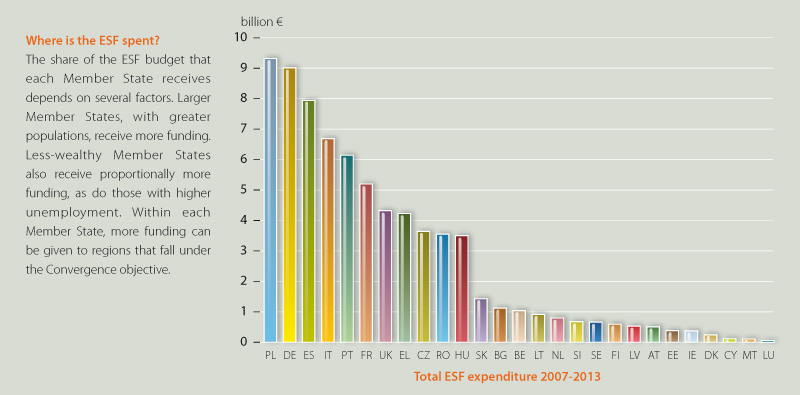

- Melhoramento do capital humano (34% do financiamento total)
- Melhoramento do acesso ao emprego e da sustentabilidade (30%)
- Aumento da capacidade de adaptação de trabalhadores e firmas, empresas e empresários (18%)
- Melhoramento da inclusão social das pessoas menos favorecidas (14%)
- Fortalecimento da capacidade institucional a nível nacional, regional e local (3%)
- Mobilização para reformas nos domínios do emprego e da inclusão (1%)

Em qualquer uma das regiões, a distribuição efectiva dos fundos varia consoante as prioridades locais e regionais. As seis prioridades aplicam-se quer aos objectivos da convergência, quer da competitividade regional e emprego; no entanto, as regiões de convergência colocam habitualmente a ênfase no "melhoramento do capital humano".
A afectação de despesas do FSE por Estado-Membro para o período 2007-2013 é indicada no gráfico 2. 
É possível verificar o carácter de redistribuição do FSE no gráfico 3, que mostra a despesa per capita da população nos Estados-Membros.

## Outras leituras
- Prospecto sobre o FSE: este prospecto, publicado em 2007, contém informação básica sobre os objectivos, os fundamentos e os métodos de trabalho do Fundo Social Europeu. Está disponível em 23 idiomas da UE.
- Ficha descritiva das estatísticas: apresentando uma perspectiva geral das actividades do Fundo Social Europeu entre 2007 e 2013, este folheto oferece uma análise detalhada dos principais factos e números relacionados com o programa.
- Livro sobre o 50º aniversário: por ocasião do 50º aniversário do Fundo Social Europeu, a Comissão Europeia publicou um livro ilustrado descrevendo as actividades do FSE durante as últimas cinco décadas.
- Mapa das regiões elegíveis para o FSE 2007-2013: este mapa mostra as novas regiões elegíveis para o período programático de 2007-2013 do Fundo Social Europeu.
- Histórias de sucesso do FSE: mais de 70 histórias de sucesso mostram como os projectos do FSE têm ajudado a melhorar as vidas profissionais das pessoas por toda a Europa.
- Texto jurídico da UE sobre o FSE: Regulamento (CE) N.º 1081/2006 de 5 de Julho de 2006 sobre o Fundo Social Europeu.